# مهین‌دخت صنیع

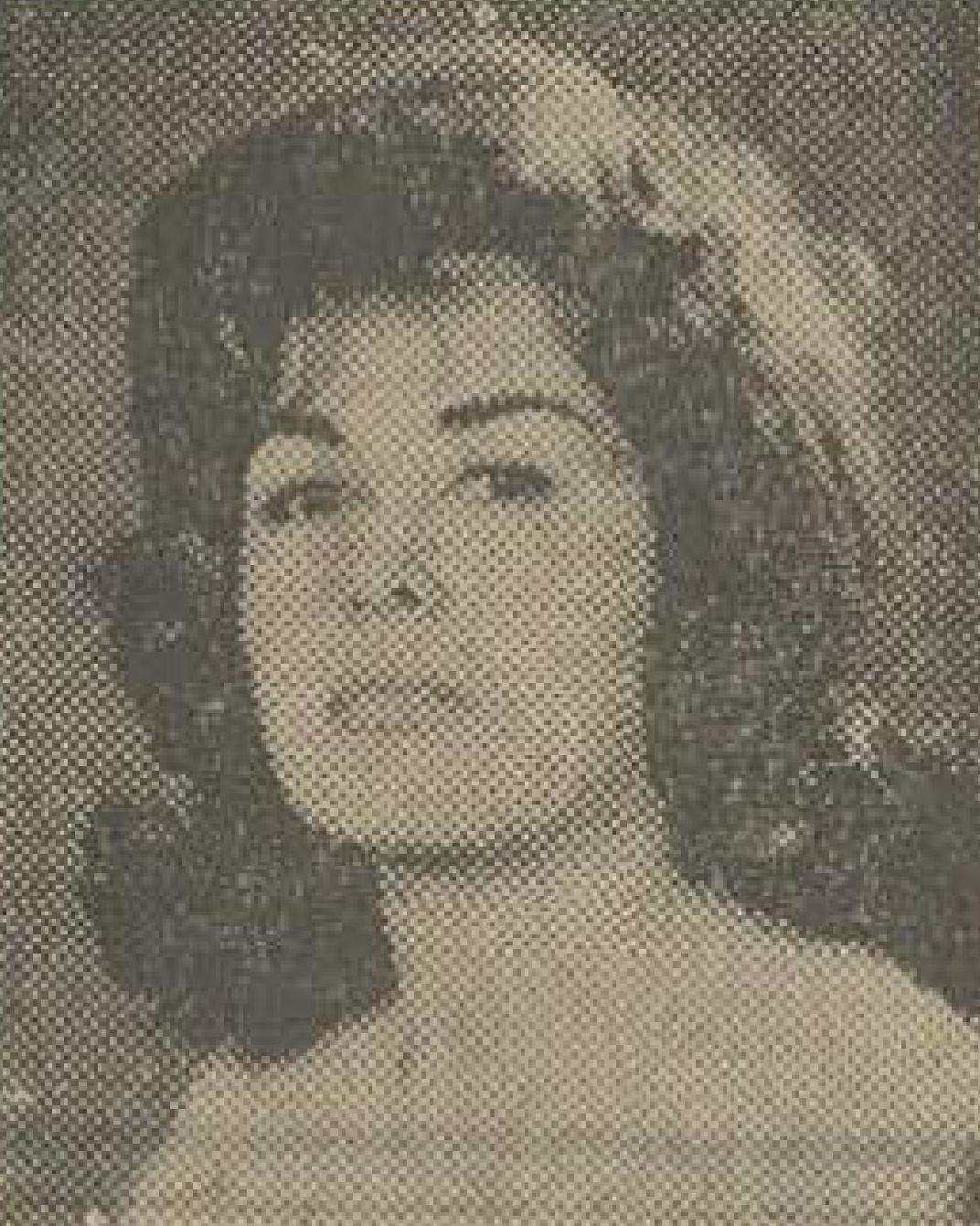
صنیع

مهین دخت صنیع در سال ۱۲۹۸ در بابل متولد شد. تحصیلات ابتدائی و متوسطه را در بابل به اتمام رسانید و وارد دانشکده ادبیات تهران شد و درجه لیسانس در ادبیات فارسی گرفت و پس از اخذ لیسانس در کنکور دکترای ادبیات فارسی شرکت کرد و به دوره دکترا راه یافت و دوره مزبور را نیز به اتمام رسانید و رساله دکترای خود را تحت عنوان «دستور زبان فارسی» که به راهنمائی محمد معین تهیه کرده بود، به تصویب رسانید و دکتر در ادبیات فارسی شناخته شد. چندی در دانشکده ادبیات دانشگاه ملی (شهید بهشتی) به تدریس مشغول شد. در سال ۱۳۵۰ از طرف حزب ایران نوین کاندیدای نمایندگی مجلس شورای ملی از بابل شد و پس از اتمام انتخابات به مجلس بیست وسوم راه یافت. در آن دوره مدتی هم عضو هیئت رئیسه بود. در دوره بیست وچهارم نیز نماینده مجلس از بابل گردید و با سمت منشی به هیئت رئیسه راه پیدا کرد. وی دارای تالیفاتی در رشته تخصصی خود می‌باشد که می‌توان کتاب دستور زبان فارسی و کتاب زنان در شاهنامه را نام برد.